# Großsteingrab Göhren
Das Großsteingrab Göhren war eine megalithische Grabanlage der jungsteinzeitlichen Trichterbecherkultur bei Göhren auf der Insel Rügen im Landkreis Vorpommern-Rügen (Mecklenburg-Vorpommern).

## Lage
Das Grab befand sich südlich von Göhren auf dem Flurstück „Langes Feld“, nördlich der Straße Am Torf. Etwa 2 km westlich liegt das Großsteingrab „Herzogsgrab“ bei Alt Reddevitz. 300 m nordnordöstlich liegt direkt bei der Kirche von Göhren der bronzezeitliche Grabhügel „Speckbusch“.

## Forschungs- und Zerstörungsgeschichte
Vom „Langen Feld“ sind zahlreiche Lesefunde von Feuerstein-Artefakten und Keramikscherben bekannt, die gehäuft in der Umgebung von Findlingen auftraten. Ob es in der Gegend um Göhren ursprünglich mehrere Großsteingräber gegeben hat, lässt sich nicht mehr bestimmen. Friedrich von Hagenow, der in den 1820er Jahren eine Bestandsaufnahme der vorgeschichtlichen Gräber auf Rügen vornahm, erwähnt für Göhren keine Großsteingräber, was darauf hindeutet, dass alle möglichen Anlagen sich bereits damals in sehr schlechtem Zustand befanden oder unentdeckt in der Erde steckten. Ende des 19. Jahrhunderts wurden in den Feldern um Göhren zahlreiche Findlinge ausgegraben, um sie für Hausfundamente zu verwenden. Ob hierbei Grabanlagen zerstört wurden, ist unbekannt. Den einzigen eindeutigen Hinweis auf ein Großsteingrab lieferte ein Stein, der wohl in den 1950er Jahren ausgegraben und am Feldrand abgelegt worden war. 1961 sollte er abtransportiert und zu einem Ernst-Thälmann-Gedenkstein umfunktioniert werden. Wegen seiner charakteristischen langrechteckigen Form wurde er jedoch korrekt als möglicher Deckstein eines Großsteingrabes erkannt. Im Auftrag des Museums für Ur- und Frühgeschichte Schwerin wurde daraufhin an seiner Fundstelle zwischen dem 21. Mai und dem 15. Juni 1962 eine Grabung unter Leitung von Adolf Hollnagel durchgeführt. Wegen der Bepflanzung des Feldes konnte nur eine Fläche von 9 × 3 m und somit nicht die komplette Befundsituation untersucht werden.

## Beschreibung
Bei der Grabung wurden zunächst mehrere in Unordnung umherliegende große Steinblöcke festgestellt. Im westlichen Teil der Grabungsfläche stach ein etwa 2 m langer Block besonders hervor, da unter beiden Enden Bestattungsreste festgestellt wurden. Nach seiner Entfernung wurde unter seinem östlichen Ende eine mürbe Kalkstein-Platte angetroffen. Darunter lagen auf einem Lehmpflaster die Reste eines menschlichen Skeletts und mehrere Grabbeigaben. Das Skelett konnte anthropologisch als eher männlich und das Sterbealter auf etwa 30 Jahre bestimmt werden. Bei den Grabbeigaben handelte es sich um vier verzierte und mehrere unverzierte Keramikscherben, einen Napf, eine Feuerstein-Klinge und das Bruchstück einer weiteren, fünf querschneidige Pfeilspitzen, eine lanzettförmige Pfeilspitze, einen Feuerstein-Span, mehrere Abschläge und Kernstücke sowie ein herzförmiges Stück Baumharz.
Westlich hiervon schloss sich eine trapezförmige Umfassung aus Kalksteinplatten an. Die östlichen Platten standen noch senkrecht. Die Zwischenräume waren mit kleineren Steinen ausgefüllt und mit Lehm verputzt. Die Nordseite wurde von einer einzelnen, nach innen gekippten Platte gebildet. Die westliche Langseite bestand aus leicht unregelmäßigen Feldsteinen und den südlichen Abschluss bildete ein großer Findling. Die nordwestliche Ecke war durch eine moderne Steinversenkungsgrube gestört. Auch im Bereich der Umfassung konnte ein schwaches Lehmpflaster festgestellt werden. Darauf folgte eine 15 cm mächtige Fundschicht, welche die in Unordnung liegenden Reste von zwei Bestattungen und mehrere Beigaben enthielt. Bei der ersten Bestattung handelte es sich um einen etwa 30 Jahre alten Mann. Bei der zweiten Bestattung handelte es sich um einen Jugendlichen oder eine Jugendliche von etwa 12–14 Jahren. Bei den Beigaben handelte es sich um einen doppelkonischen Topf, einen Napf, einen hohen Becher, zwei hochschulterige Töpfe, drei verzierte und mehrere unverzierte Keramikscherben, 15 querschneidige Pfeilspitzen, zwei Klingen, 14 Klingen, einen Klingenkratzer, weiteren Klingenbruch und Abschläge aus Feuerstein, zwei Stücke Baumharz und zwei Stücke Bernstein.
Südlich der mürben Kalksteinplatte standen, teils von einem weiteren großen Findling verdeckt, drei weitere aufrechte Kalksteinplatten, die in westnordwest-ostsüdöstlicher Richtung verliefen. In diesem Bereich wurden Bruchstücke einer Kugelamphore, mehrere unverzierte Keramikscherben, eine lanzettförmige Pfeilspitze sowie zwei Feuerstein-Klingen gefunden.
Insgesamt bot sich das Bild eines recht typischen Rügener Großsteingrabes, dessen Kammer mittels senkrecht gestellter Steinplatten in Quartiere eingeteilt war. Nur die beiden südlich an die Steinplatten anschließenden Findlinge konnten als in situ stehende Wandsteine angesprochen werden. Der über den Bestattungen ruhende Stein dürfte ein verschobener Deckstein gewesen sein. Die weiteren umherliegenden Steine ließen sich nicht sicher zuordnen. Nicht zuletzt durch die recht geringe Größe der Grabungsfläche war keine eindeutige Rekonstruktion des ursprünglichen Aussehens der Grabkammer möglich. Vermutlich handelte es sich aber um einen Großdolmen, da fast ausnahmslos alle Großsteingräber auf Rügen diesem Typ angehören.
Im östlichen Bereich der Grabungsfläche wurden jungsteinzeitliche und früheisenzeitliche Siedlungsreste entdeckt. Einen merkwürdigen Befund stellt eine Herdstelle dar, in der zwischen Steinen die zerglühten Trümmer von drei, vielleicht auch vier dicknackigen Feuerstein-Beilen gefunden wurden. Diese waren offenbar in der Eisenzeit aus der Grabkammer des Großsteingrabes entnommen worden. Ein ganz ähnlicher Befund wurde beim benachbarten Herzogsgrab festgestellt.